# هيئة التقاعد الفلسطينية
هيئة التقاعد الفلسطينية وسابقًا هيئة التقاعد العام هي مؤسسة حكومية غير وزارية تتمتع بالشخصية الاعتبارية والاستقلال المالي والإداري والأهلية القانونية تأسست بموجب قانون التقاعد العام الصادر في عام 2005. تتولى الهيئة إدارة وتنظيم والإشراف على أنظمة التقاعد في فلسطين. ويقع مقرها المؤقت في مدينة البيرة، بينما يقع الدائم في العاصمة الفلسطينية القدس.

## رؤساء الهيئة
- عُين فاروق ممتاز هاشم الإفرنجي، في الفترة منذ 27 سبتمبر 2005 وحتى عام 2013.[3]
- عُين ماجد عطا ذياب الحلو في الفترة منذ 25 يوليو 2013 ولا يزال في المنصب.[4]

## مجلس إدارة الهيئة
تشكل مجلس إدارة هيئة التقاعد العام الفلسطينية في 5 مارس 2006 بموجب مرسوم رئاسي أصدره الرئيس محمود عباس، ولاحقًا أُعيد تشكيله في يونيو 2006، وأعوام 2008، و2014  و2018. وكان رؤساء مجلس الإدارة:
- جهاد الوزير (5 مارس 2006 – 20 يونيو 2006)
- سعدي الكرنز (20 يونيو 2006 – 11 مايو 2014)
- أحمد مجدلاني (11 مايو 2014 – 1 نوفمبر 2020)
- ماجد الحلو قائم بالأعمال منذ 1 نوفمبر 2020

## وصلات خارجية
- الموقع الرسمي